# Herbert Spencer Gasser
Herbert Spencer Gasser (ur. 5 lipca 1888 w Platteville, zm. 11 maja 1963 w Nowym Jorku) – amerykański fizjolog i farmakolog, laureat Nagrody Nobla w roku 1944.

## Edukacja i kariera
Był synem Hermana Gassera i Jane Elisabeth Griswold. Jego ojciec był żydowskim imigrantem z Tyrolu, który pracował jako farmaceuta, studiował medycynę i dorobił się własnego gabinetu lekarskiego. Matka pochodziła z rodziny wczesnych osadników z Connecticut. Miał młodszą siostrę i brata.
Herbert Spencer Gasser z rocznym opóźnieniem, spowodowanym chorobą, ukończył szkołę średnią w Platteville w 1907. Po niej dostał się na Uniwersytet Wisconsin w Madison, gdzie początkowo chciał studiować inżynierię, lecz po namowie – lub raczej zgodnie z wolą – ojca, rozpoczął studia medyczne. W 1910 otrzymał licencjat, a w 1911 tytuł magistra fizjologii. Po kursie medycznym prowadzonym przez Josepha Erlangera przekonał się do fizjologii. Wyjechał do Uniwersytetu Medycznego Johnsa Hopkinsa na studia kliniczne. Tam prowadził badania w dziedzinie fizjologii u prof. Williama Howella nad mechanizmami krzepnięcia krwi. W 1915 uzyskał doktorat i otrzymał propozycję prowadzenia dalszych prac w fizjologii, która odrzucił i wrócił do Wisconsin. Tam przez rok pracował jako wykładowca farmakologii w Loevenhart, pomagając jednocześnie rodzeństwu w studiach na Uniwersytecie Wisconsin. Po roku spędzonym na farmakologii wyjechał do Uniwersytetu Waszyngtona w St. Louis, gdzie został asystentem dr. Erlangera. W 1921 został profesorem farmakologii.
W latach 1923–1925 przebywał na praktyce w Europie, gdzie pracował z profesorami A.V. Hillem, W. Straubem i L. Lapicque oraz z Henrym Dale. W 1931 został profesorem Fizjologii i Zdrowia na oddziale Uniwersytetu Cornella (w Nowym Jorku). Od 1935 do 1953 był dyrektorem Instytutu Badań Medycznych Rockefellera w Princeton (Rockefeller Institute for Medical Research), gdzie w latach późniejszych został członkiem honorowym.

## Prace badawcze
Herbert Spencer Gasser w trakcie pobytu w Szkole Medycznej Johna Hopkinsa prócz prac nad krzepnięciem krwi prowadził badania nad elektrostymulacją i elektrofizjologią nerwów. Pierwsze opublikowane prace dotyczyły działania prądu w układzie nerwowym. Dalsze prace prowadzone przy użyciu oscyloskopu dotyczyły przewodnictwa różnych włókien nerwowych i wstrząsu pourazowego. Praca miała na celu ustalenie i poznanie mechanizmów bólu i reakcji, co miało znaczenia dla powstającej szkoły neurofizjologii.
W 1944, wraz z Josephem Erlangerem, otrzymał Nagrodę Nobla w dziedzinie fizjologii i medycyny za opracowanie fizjologii włókien nerwowych i odkrycie zróżnicowania funkcji poszczególnych włókien.

## Publikacje
Herbert Spencer Gasser był współautorem książki Electrical Signs of Nervous Activity w 1937. Opublikował, samodzielnie lub przy udziale swoich współpracowników, wiele naukowych prac na tematach neurofizjologii. Był redaktorem dziennika medycznego Medycyna doświadczalna (The Journal of Experimental Medicine) w 1936.

## Wyróżnienia i nagrody
Herbert Spencer Gasser otrzymał kilka honorowych tytułów doktora, m.in. od Uniwersytetu Pensylwanii, Rochester, Wisconsin, Columbii, Oksfordzkiego, Uniwersytetu Harvarda, Paryża, Waszyngtonu (St. Louis) i Johns Hopkins. Był doktorem honoris causa Wolnego Uniwersytetu Brukselskiego i Uniwersytetu Paryskiego oraz honorowym doktorem medycyny na katolickim Uniwersytecie Louvain. Był członkiem Narodowej Akademii Nauki (USA), Stowarzyszenia Filozoficznego, Stowarzyszenia Amerykańskich Lekarzy, Amerykańskiego Stowarzyszenia Fizjologicznego i wielu innych. Otrzymał honorowe członkostwo w Stowarzyszeniu Fizjologicznym w Wielkiej Brytanii i w Asociación Médica w Argentynie.